# 韓廣
韓廣（？－前205年），秦朝人，曾任上谷郡卒史，在秦末民變時自立為燕王。

## 簡介
大澤鄉之變時，陳勝部下將領武臣攻打趙國，自立為趙王。前209年，韩广奉趙王武臣之命進攻燕地，攻下之後，燕國當地的前貴族、豪傑遊說他稱王，韓廣不肯，說害怕母親遭到趙王武臣處死。遊說者說：「現在趙王擔憂秦兵從西邊打來，也擔憂楚國從南邊打來，他的力量不足以禁止我們稱王。況且楚國那麼強大，都不敢殺害趙國將相的家人了，趙王又怎麼敢殺害您家人呢？”韓廣覺得有理，於是就自立為燕王。幾個月後，趙國派人把韓廣母親跟家人送到了燕國。
前206年項羽分封時，燕將臧荼被封為燕王，而韓廣則被徙封為遼東王，以無終（今天津薊縣）為都。韓廣對此不服，不肯遷往遼東，同年被臧荼擊殺，燕國及遼東兩地皆為臧荼所有。